# Parafia Opatrzności Bożej w Raszowej
Parafia Opatrzności Bożej – rzymskokatolicka parafia położona przy ulicy Ozimskiej 43 w Raszowej. Parafia należy do dekanatu Ozimek w diecezji opolskiej.

## Historia parafii
Parafia została erygowana 16 września 1279 roku. Obecny kościół parafialny wybudowany został w stylu barokowym w latach 1791–1792. W 1938 roku został przebudowany. Parafię prowadza księża diecezjalni. 
Proboszczem parafii jest ksiądz Korneliusz Wójcik.

## Zasięg parafii
Na terenie parafii zamieszkuje 1646 osób, zasięgiem duszpasterskim obejmuje ona miejscowości:
- Raszowa,
- Daniec.

### Inne kościoły, kaplice i klasztory
- Kościół św. Józefa Robotnika w Dańcu.

### Szkoły i przedszkola
- Publiczna Szkoła Podstawowa w Raszowej,
- Publiczna Szkoła Podstawowa w Dańcu,
- Publiczne Przedszkole w Raszowej,
- Publiczne Przedszkole w Dańcu.[3]

## Duszpasterze

### Proboszczowie po 1945 roku
- ks. Werner Szopa,
- ks. Hubert Szdzuy,
- ks. Kazimierz Rucki,
- ks. Korneliusz Wójcik.

## Wikariusze
- ks. Arkadiusz Kucharski,
- ks. Kazimierz Kłapkowski,
- ks. Rudolf Gleisner,
- ks. Karol Gąsior,
- ks. Zygmunt Wąchała.[3]